# أبو الصلت الهروي
أبو الصَّلْت، عبد السلام بن صالح الهروي (تقريباً 160 ـ 236 أو 232 هـ)، من أصحاب علي الرضا، وأحد المحدّثين والمتكلمين في عصره. يعود نسبه إلى أصول فارسية من مدينة «هرات» ولذا عُرف بـ(الهروي)، ويُسمى اليوم في اللغة الفارسیة بـ(خواجه أبا صلت هروي).

## اسمه ونسبه
عبد السلام بن صالح بن سليمان بن أيوب بن ميسرة القرشي، الهراتي أو الهروي، ثم النيسابوري، مولى عبد الرحمن بن سمرة، يُكنّى (أبا الصلت)، سكن نيسابور، ورحل في طلب الحديث إلى البصرة والكوفة والحجاز واليمن, وقد أجمعت مصادر الرجال أنّه من أصحاب علي بن موسى الرضا وكان خادمه.

## معنى الصلت
قال الفراهيدي: الصلت: الأملس. ورجل صلت الوجه والخد والجبين: أي أملس.
وقال الجوهري: الصلت : الجبين الواضح.
وقال ابن فارس: صلت، الصاد واللاّم والتاء أصل واحد يدل على بروز الشيء ووضوحه، من ذلك: الصلت وهو الجبين الواضح، يقال: صلت الجبين، يُمدح بذلك.

## مولده
ذُكر أن مولده بالمدينة. في حدود 162 هـ أو في بدايات القرن الثاني الهجري كما يمكن أن يُستفاد من تاريخ وفاته.

## صفته
أديب، فقيه، عالم، له فضل وجلالة.

## عبادته وزهده وصلاحه
كان من المعروفين في الزهد ومن العُبّاد موصوفاً بالتّألّه.

## شخصيته العلمية والحديثية

### صدقه ووثاقته
قال عنه علماؤنا: ثقة، صحيح الحديث ومأمون عليه، وقد أكّد السيد الخوئي على أن هذا مما لا شك فيه.
وأيضاً قال عنه علماء العامّة: بأنه ثقة صدوق، مأمون، لم يكن من أهل الكذب، وكان يحيى بن معين يحسن القول فيه.

### اتهامه
مع توثيقه وتصديقه إلا أنّ الذهبي نقل عن جماعة القول بأنّه متهم في صلاحه ، ومن هؤلاء الجماعة: عبد الله بن أحمد بن حنبل، الذي قال: غير مستقيم الأمر.
ومنهم: ابن عدي الذي قال بأنّه متروك الحديث.
ومنهم: إبراهيم بن يعقوب الجوزجاني الذي قال: كان أبو الصَّلْت الهَرَوي زائغاً عن الحق، مائلاً عن القصد...، وكان قديماً متلوثاً في الأقذار.
بل وعبر عنه الذهبي بـأنه: أحد الهلكى.

### تضعيفه
وقد ضعّفَه جماعة من الأئمة وتكلموا فيه، فهو عندهم ضعيف كما ذكر زكريا بن حيى السالجي،  وقال به ابن أبي حاتم الرازي والهيثمي،  بل هم متّفقون على ضعفه، فهو ليس بثقة.

### تكذيبه والإنكار عليه
إضافة إلى ذلك اتهمه آخرون بالكذب،، وقالوا: بأن له عدة أحاديث منكرة. وقال ابن عدي: له أحاديث مناكير في فضائل علي وفاطمة والحسن والحسين.

### تهمة الوضع
اتهمه الدارقطني وابن عدي بوضع الحديث.

### أحاديثه
وأما أبو زرعة فأمر أن يُضربَ على حديث أبي الصَّلْت، وقال: لا أحدث عنه ولا أرضاه، وغمز فيه ابن الجوزي.

## مذهبه

### القول بتشيّعه
عبّر عنه الذهبي في مواضع من كتبه تارة بالشيعي وتارة بالشيعي الجلد بل قال عنه بأنه شيخ الشيعة  وذهب إلى تشيّعه أيضاً كل من: سبط ابن العجمي، وابن شاهين، ويحيى بن معين،  بل نُقل عنه قوله: كان شديد التشيّع، الأتابكي.
وأما الدارقطني، والعقيلي، وابن عساكر فقد وصفوه بالرافضي الخبيث المغالي في رفضه.

### شبهة أنه عامّي
عبّر عنه الشيخ الطوسي، وكذلك الحلي في أنه عامي.
وقال أحمد بن سيار المروزي: وكان يعرف بكلام الشيعة، وناظرته في ذلك لأستخرج ما عنده، فلم أره يفرط، ورأيته يقدّم أبا بكر وعمر، ويترحم على عليِّ وعثمان، ولا يذكر أصحاب النبي  إلا بالجميل، وسمعته يقول: هذا مذهبي الذي أدين الله به.

### توجيه هذا الرأي
قال عباس القمي: كان ـ كما يشعر به بعض الكلمات ـ مخالطاً للعامة وراوياً لأخبارهم ؛ فلذلك التبس أمره على بعض المشايخ فذكر أنه عامي . قال الأستاذ الأكبر في التعليقة ـ بعد نقل كلام الشهيد الثاني  في تشيعه لا يخفى أن الأمر كذلك فإن الأخبار الصادرة عنه في العيون والأمالي وغيرهما الصريحة الناصعة على تشيعه بل وكونه من خواص الشيعة أكثر من أن تحصى.
كما أن الشهيد الثاني حمَل كلمة (عامي) على هذا المعنى في كثير ممن أُطلقت عليهم في كتب الرجال ـ مع كونهم من الشيعة، بل من أصحاب الأئمة، وصرّح بذلك في حاشيته على خلاصة العلامة عند ترجمة أبى الصَّلْت، قال: وهذا يُشعر بأنه مُخالط للعامة وراوٍ لأخبارهم ـ إلى قوله ـ كمحمد بن إسحاق صاحب السِّيَر، والأعمش، وخلق كثير .
وقد ارتضى كلامه الوحيد البهبهاني في تعليقته عليه، فقال: لا يخفى أن الأمر كذلك.
ولعل القرينة على هذا الحمل أن الكتب المُهيّأة لتراجم رجال الشيعة ـ كما يظهر من مؤلفيها ـ لابد أن تكون خالية عن ترجمة العامي الحقيقي رأساً ـ حسب ما بنى عليه مؤلفوها ـ فلو أُطلق العامي فيها على رجلٍ يُحمل على أنه عامي المشرب لا أنه عامي العقيدة؛ ولاسيما مع بعض القرائن على تشيعه.
وقد ارتضى التفرشي تشيعه، ثم قال: إلا أنه مختلط بالعامة. وأحسن الظن أن يقال ما قاله الخوئي: إن قول الشيخ إنه عامي!! سهو من قلمه الشريف، فإن أبا الصلت ـ مضافاً إلى تشيّعه ـ كان مجاهراً بعقيدته أيضاً، ومن هنا تسالم علماء العامة على أنه شيعي.

## رواية الحديث

### من روى عنهم
روى عن علي بن موسى الرضا، وعلي بن حكيم الأودي ـ وهو من أقرانه ـ، وشريك بن عبد الله النخعي، وحماد بن زيد، وعبد الوارث بن سعيد، وجعفر بن سليمان، وعباد بن العوّام، وعطاء بن مسلم الخفاف الكوفي، ومالك بن أنس ـ إمام المذهب ـ، وفضيل بن عياض، وعبد السلام بن حرب بن سلم النهدي الملائي، وخلف بن خليفة، وأبى خالد سليمان بن حيان الأحمر، علي بن هاشم بن البريد البريدي، ويوسف بن عطية بن باب الصفار الأنصاري، وهياج بن بسطام التميمي البرجمي الحنظلي، وعبد الله بن إدريس، وسهل بن زنجلة الرازي، وأبي خداش مخلد بن خداش الكوفي، وإسماعيل بن عياش، وجرير بن عبد الحميد، وجعفر بن سليمان الضبعي، وخلف بن خليفة، وزافر بن سليمان، وسفيان بن عيينة، وسلم بن أبي سلم الخياط، وأبي صالح شعيب بن الضحاك المدائني، وعبد الله بن نمير، وعبد الرزاق بن همام، ومحمد بن خازم أبي معاوية الضرير، ومعتمر بن سليمان، وهشيم بن بشير، ويحيى بن يمان، ويوسف بن عطية الصّفار.

### من رووا عنه
روى عنه:
- بكر بن صالح [49]
- وإبراهيم بن إسحاق السراج
- وأحمد بن سيار المروزي
- وأبو بكر أحمد بن أبي خيثمة
- وأبو جعفر أحمد بن عبد الله الطبرستاني الإزاء
- وأحمد بن منصور الرمادي
- وإسحاق بن الحسن الحربي
- وجعفر بن طرخان
- والحسن بن حباب البغدادي المقرئ
- والحسن بن العباس الرازي
- والحسن بن علوية القطان
- والحسن بن علي التميمي الطبري
- والحسين بن إسحاق التستري
- وأبو العباس الحسن بن عيسى بن حمران البسطامي أخو الحسين بن عيسى
- والحسين بن حميد بن الربيع اللخمي
- وسهل بن أبي سهل وهو بن زنجلة الرازي
- والعباس بن سهل المذكور
- وأبو الهيثم خالد بن أحمد أمير همذان
- وعباس بن محمد الدوري
- وعبد الله بن أحمد بن حنبل
- وأبو يحيى عبد الله بن أحمد بن أبي مسرة المكي
- وعبد الله بن محمد بن أبي الدنيا
- وعبد الله بن محمد بن شيرويه
- وعلي بن أحمد بن النضر الأزدي
- وعلي بن حرب الموصلي
- وعلي بن الحسن السلمي
- وعلي بن الحسين بن الجنيد الرازي
- وعمار بن رجاء الحرجاني
- والقاسم بن سلمة
- ومحمد بن إسماعيل الأحمسي
- والقاسم بن عبد الرحمان الأنباري
- ومحمد بن أيوب بن يحيى بن الضريس الرازي
- و أبو بكر محمد بن داود بن يزيد الرازي
- ومحمد بن رافع النيسابوري
- و محمد بن عبد الله بن سليمان الحضرمي
- وأبو جعفر محمد بن عبد الرحمان القرشي
- وابنه أبو جعفر محمد بن عبد السلام بن صالح الهَرَوي
- ومحمد بن علي المديني فستقة
- ومحمد بن عمر بن الوليد الكندي
- ومعاذ بن المثنى بن معاذ العنبري
- ومحمد بن هشام بن عجلان الرازي
- ومذكور بن سليمان
- وأبو السري منصور بن محمد بن عبد الله الأسدي الرازي
- وموسى بن عمر
- وآخرون[50]

## مصنفاته
قال النجاشي: له كتاب وفاة علي الرضا.

## بعض أحواله
قال أحمد بن سيّار المروزي في تاريخ مرو: أبو الصَّلْت الهَرَوي، ذكر لنا أنّه من موالي عبد الرحمان بن سمرة، وقد لقي وجالس الناس ورحل في الحديث، وكان صاحب قشاف... .
قدم مرو أيام المأمون يريد التوجه إلى الغزو فأُدخل على المأمون، فلما سمع كلامه جعله من الخاصة من إخوانه.
و حبسه عنده إلى أن خرج معه إلى الغزو، فلم يزل عنده مكرماً إلى أن أراد المأمون إظهار كلام جَهم  وقوله القرآن مخلوق. وجمع بينه وبين بشر المريسي وسأله أن يكلمه.

### أبو الصلت رجل تاريخ بامتياز
أبقى أبو الصلت على شيء من التاريخ في ذاكرته ثم نقله لمن هم أهل لأن يتناقلوه بعده، فشاءت الأقدار أن يحفظ لنا التاريخ بواسطته وعن طريقه شيئاً مما جرى من حوادث وقضايا على علي الرضا كان شهدها بنفسه وعاينها بوجدانه، وهذا ما هو موجود في سيرة علي الرضا ومنها قصة مقتل الإمام نفسه على يد المأمون.

## تاريخ وفاته
توفي أبو الصلت في زمن الحاكم طاهر بن عبد الله في خراسان سنة 236 هـ، يوم الأربعاء لست بقين من شوال، وقيل يوم السابع عشر، وقيل السابع من شوال، وقيل: توفي سنة اثني وثلاثين ومائيتن. على بُعد 10 أو 14 كيلو متر إلى شرق (أو جنوب شرق) مدينة مشهد المقدسة، على الطريق القديم بين مشهد وفريمان، يقع قبر أبي الصلت الهروي.
زثورة

## وصلات خارجية
- أبو الصلت الهروي ( رضوان الله عليه )
- الثقة الجليل أبو الصلت الهروي رضوان الله عليه
- عبد السلام بن صالح أبو الصلت الهروي(رضي الله عنه)